# Rokudan no shirabe
Rokudan no shirabe (六段の調), abréviation Rokudan (六段), est le titre de l'une des pièces les plus connues de Yatsuhashi Kengyō. Il s'agit à l'origine d'un soukyoku (箏曲), sorte de musique de chambre avec le koto interprétant la partie principale, mais de nos jours la partie du koto est plus largement connue que l'originale. La musique est composée de six colonnes (donc roku - « six », dan - « colonnes » ), et il y a exactement cinquante-deux battements dans chaque colonne, sauf pour la première rangée, qui compte quatre battements de plus. Chaque colonne commence lentement, puis s'accélère toujours davantage mais ralentit pour trouver le tempo initial à la fin. Avec le Midare (みだれ), c'est un des morceaux les plus populaires du genre soukyoku de la musique japonaise traditionnelle.
Le morceau est employé comme thème du Japon dans les jeux vidéos de stratégie au tour par tour Civilization V et Civilization VI de Sid Meier.